# Сидоренко, Денис Борисович
Дени́с Бори́сович Сидо́ренко (укр. Денис Борисович Сидоренко; род. 18 апреля 1989, Харьков) — украинский футболист, вратарь

## Игровая карьера
В футбол начинал играть в 9 лет в харьковской ДЮСШ-13. Поначалу играл нападающим, но современем был переведён играть в ворота. Первыми тренерами футболиста были Виктор Удовенко и Игорь Кутепов, позже был переведён в группу к Андрею Кудымову. В ДЮФЛ начинал играть за «Кристалл» (Пархомовка), где через сезон был замечен наставником юношеской команды «Металлиста» Игорем Биком. В 15 лет отправился на сборы с «Металлистом-2», после чего в итоге подписал свой первый профессиональный контракт.
В 2006—2011 годах сыграл 63 матча за «Металлист» в турнире дублёров. Побывал в арендах в перволиговом овидиопольском «Днестре» и дубле «Таврии». На протяжении нескольких сезонов попадал в заявки на матчи Премьер-лиги, но за «Металлист» там так и не дебютировал. Летом 2011 года подписал контракт с «Гелиосом». В этом клубе играл 4 года, став основным вратарём.
Зимой 2015 года вернулся в «Металлист». 8 апреля того же года в Кубковом матче против донецкого «Шахтёра» дебютировал в первой команде харьковчан. 26 апреля из-за дисквалификации Сергея Погорелого Сидоренко в матче против запорожского «Металлурга» впервые сыграл в Премьер-лиге, сохранив в дебютной игре свои ворота «сухими». Всего в сезоне 2014/15 сыграл 2 матча в высшем дивизионе.
В феврале 2016 года на правах аренды вернулся в «Гелиос».
6 июля 2018 года подписал контракт с харьковским клубом «Металлист 1925».

## Достижения
«Металлист 1925»
- Бронзовый призёр Первой лиги Украины: 2020/21